# Variété (philatélie)
Ne doit pas être confondu avec Timbre erroné.
Pour les articles homonymes, voir variété.

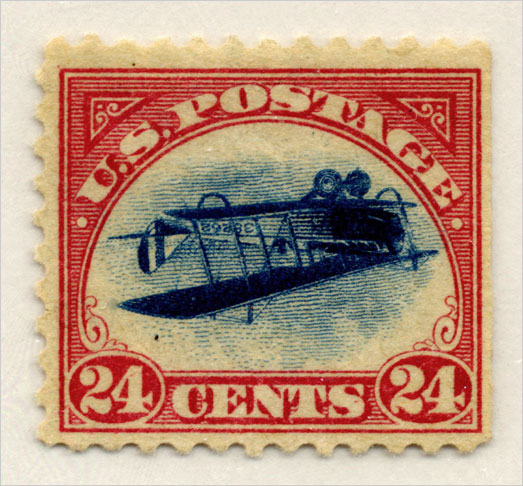
Une variété célèbre sur timbre des États-Unis de 1918 : l’Inverted Jenny au centre renversé à côté d'une erreur dans le positionnement de la feuille pour l'impression de la seconde couleur.

En philatélie, une variété est une modification accidentelle d'un timbre-poste ou d'un timbre fiscal survenue pendant sa fabrication ou son impression.
Si la modification de l'aspect relève d'un acte décidé par l'imprimeur (gravure d'un nouveau poinçon légèrement différent de quelques traits), on parle alors de type, de retouche ou de réimpression.

## Variétés constantes

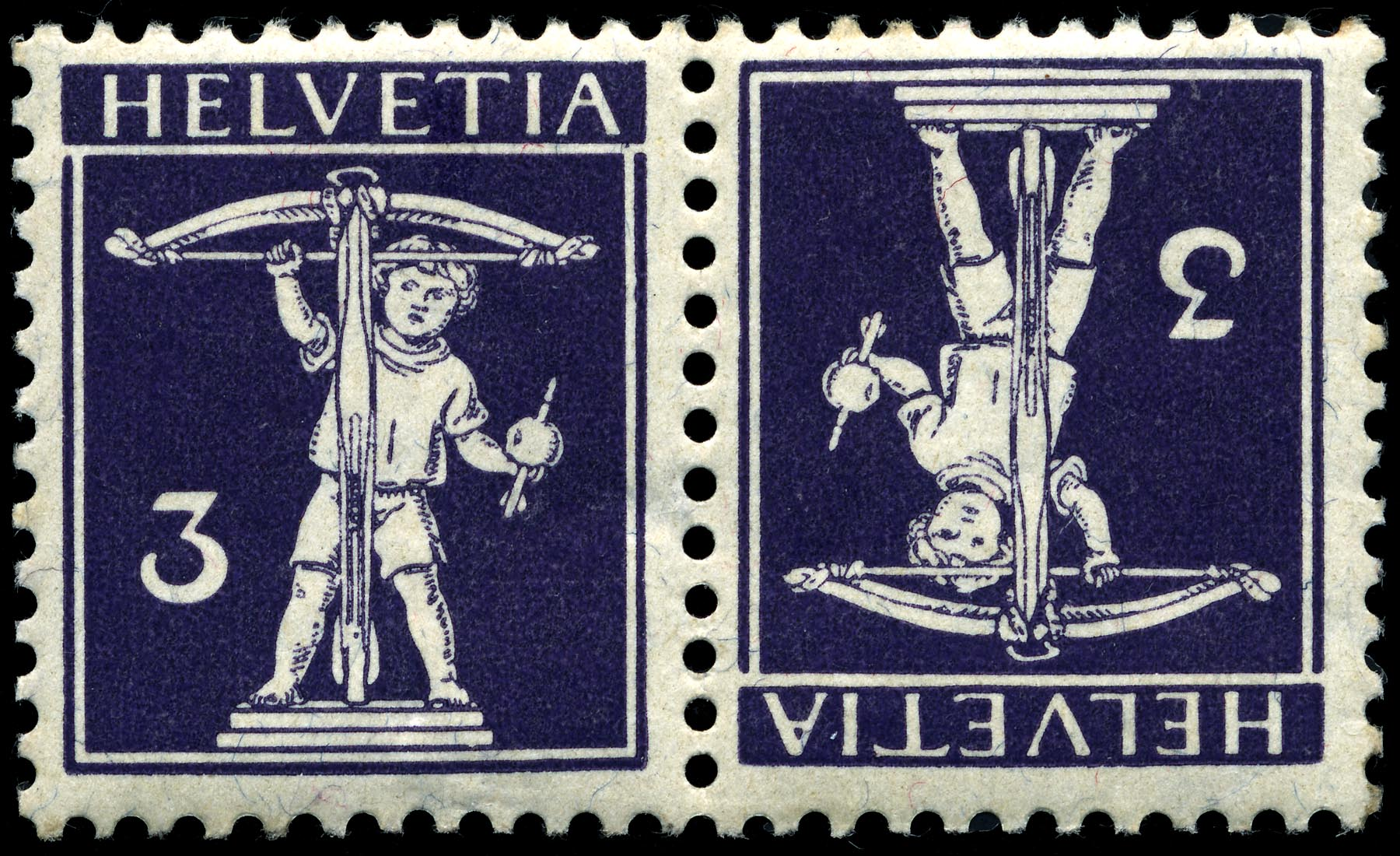
Tête-bêche sur un timbre suisse de 1910

On distingue les variétés constantes, qui se reproduisent sur chaque feuille, ou toutes les deux feuilles, sur un ou plusieurs timbres situés à la même place, des variétés accidentelles qui n'affectent même spectaculairement qu'une seule planche.
Comme exemples de variétés constantes on peut citer :
- les cassures ou rayures, de même que les retouches éventuelles de ces cassures ou rayures, qui affectent un ou plusieurs timbres de chaque planche au cours du processus de fabrication ou d'impression ;
- l'inversion de tout ou partie du dessin d'un timbre par rapport au timbre original, ou au reste de la feuille (dans ce cas, on parle de « tête-bêche ») ;
- l'utilisation d'un papier, d'une encre ou d'une gomme différents, etc.

## Variétés accidentelles
Quant aux variétés accidentelles, leur différence avec le timbre normal peut résider dans :
- un accident d'encrage qui macule complètement ou ponctuellement l'image du timbre, en modifie la couleur en nuance ou en intensité, ou qui omet l'impression d'une partie du dessin ;
- l'apparition d'une ligne ou d'un point sur le dessin à cause de la présence d'objets entre l'encre et le papier ;
- un « piquage à cheval », c'est-à-dire une perforation en ligne du dessin du timbre ;
- l'absence ou l'inversion d'un élément du timbre (absence de la valeur ou du médaillon, centre ou valeur renversé) ;
- le renversement d'un filigrane ;
- un accident dans l'apposition d'une surcharge (surcharge renversée, double surcharge, timbre surchargé tenant à non surchargé) (cf. surcharge).

## Variétés majeures
Certaines variétés sont qualifiées de majeures, lorsqu'elles sont particulièrement spectaculaires (centre manquant ou renversé, tête-bêche, double surcharge très nette, etc.).
Normalement, à l'imprimerie, le contrôle des feuilles devrait permettre de déceler les feuilles fautées. Écartées du stock, elles devraient être détruites. Cependant, des exemplaires arrivent parfois entre les mains des usagers et sur le marché philatélique, soit qu'elles aient échappé à ce contrôle, soit que ce contrôle ait lui-même connu des fuites.

## Quelques exemples célèbres
Le tre skilling jaune au lieu de vert est une des variétés les plus coûteuses. Connu à un seul exemplaire, ce timbre suédois de 1855-1858 a atteint 2 875 000 francs suisses lors d'une vente aux enchères en 1996.

## Anecdotes
Le roi d'Égypte Farouk Ier, philatéliste, demandait à l'imprimeur des timbres égyptiens de lui faire des variétés, pour sa collection personnelle.